# مناقب مغازلی
مناقب الامام علی بن ابی‌طالب معروف به مناقب علی یا مناقب مغازلی اثر ابن مغازلی است. این کتاب به‌ویژه در میان شیعه مورد استفادهٔ فراوانی قرار گرفته‌است. ابن بطریق حلی، اربلی، ابن طاووس، علامه حلی و مجلسی بسیار از آن بهره برده‌اند. کتاب در سال ۱۳۹۴ هجری قمری به کوشش محمدباقر بهبودی در تهران و در ۱۴۰۰ هجری در بیروت به چاپ رسیده‌است.